# César Benítez
César Benítez, vollständiger Name César Iván Benítez León, (* 22. Mai 1990 in Asunción) ist ein paraguayischer Fußballspieler.

## Karriere

### Verein
César Benítez begann seine Laufbahn 2006 beim Club Cerro Porteño. 2009 lief er für den Klub in der obersten Fußballliga von Paraguay das erste Mal auf. Er spielte am 31. Oktober 2009 gegen den Club Rubio Ñu. Bereits 2010 trat der Spieler das erste Mal auf internationaler Klubebene in Erscheinung. In der Copa Sudamericana 2010 spielte er am 10. September gegen Universitario de Sucre aus Bolivien. In derselben Saison gelang dem Spieler sein erstes Ligator als Profi. Im Spiel gegen Club Rubio Ñu am 29. Mai 2010 erzielte er in der 85. Minute das Tor zum 3:0-Endstand. Am 2. Juni 2011 traf er gegen den FC Santos in der Copa Libertadores 2011. Dieses war sein erstes internationales Tor. Er traf in 30. Minute per Kopf nach Vorlage von Juan Iturbe.
Zur Saison 2016 wechselte Benítez zum Coritiba FC nach Brasilien. Sein erstes Spiel in der Série A bestritt Benítez am 2. Juni 2016 gegen Chapecoense. Weitere 15 Einsätze in der Série A 2016 schlossen sich an. Ein Tor erzielte er dabei nicht.
Im Folgejahr wechselte Benítez zurück nach Paraguay zu Club Olimpia. Nach Ablauf der Saison wechselte Benítez wieder nach Brasilien. Er erhielt einen neuen Vertrag bei Coritiba. Im Juni 2018 wurde sein bis Dezember 2019 laufender Vertrag vorzeitig von Coritiba gekündigt.
Erst im Mai 2019 erhielt Benítez einen neuen Vertrag. Er kam zum Sportivo Luqueño in seiner Heimat. Zur Saison 2020 wechselte Benítez erneut. Er unterzeichnete beim 12 de Octubre FC. Bei dem Klub blieb der Spieler bis zum Saisonende 2022, danach wechselte er zu Sportivo Trinidense.

### Nationalmannschaft
Benítz trat im Rahmen der U-20-Fußball-Weltmeisterschaft 2009 das erste Mal für ein Auswahlteam von Paraguay an. Hier gab er sein Debüt am 25. September 2009 gegen die Auswahl von Italien. 2010 kam er zu drei Einsätzen in Freundschaftsspielen der A-Auswahl.

## Erfolge
Cerro Porteño
- Primera División (Paraguay): Apertura 2012, Clausura 2013, Apertura 2015